# Maria Dezyderia Spodar
Stanisława Maria Dezyderia Spodar (ur. 1902, zm. 14 maja 1993) – polska biskupka starokatolicka Kościoła Katolickiego Mariawitów. Przez pewien czas piastowała urząd kustoszki warszawskiej.

## Życiorys
Gdy w 1929 arcybiskup Jan Maria Michał Kowalski wprowadził w Kościele mariawickim kapłaństwo niewiast s. Dezyderia otrzymała święcenia kapłańskie razem z innymi 11 siostrami. W 1931 te same siostry konsekrowano na biskupki Kościoła mariawickiego. Kiedy w 1935 nastąpił rozłam w Kościele mariawickim, s. Spodarówna poparła arcybiskupa Michała Kowalskiego i s. arcykapłankę Izabelę Wiłucką-Kowalską, wystąpiła z Kościoła Starokatolickiego Mariawitów i wstąpiła do powołanego przez nich Kościoła Katolickiego Mariawitów. Przez wiele lat była proboszczem w parafii tegoż Kościoła w Goździe skąd kierowała kustodią warszawsko-lubelską. Zmarła w 1993. Została pochowana na cmentarzu mariawickim w Pepłowie.